# 시라노 드 베르주라크
시라노 드 베르주라크(Cyrano de Bergerac, 1619년 ~ 1655년)는 프랑스의 작가, 소설가이다. 검객으로도 알려져 있다.
에드몽 로스탕의 동명의 희곡의 모델이 되었다.